# Clusiosoma papuaense
Clusiosoma papuaense är en tvåvingeart som beskrevs av Hardy 1986. Clusiosoma papuaense ingår i släktet Clusiosoma och familjen borrflugor. Inga underarter finns listade i Catalogue of Life.